# 加德斯科-皮耶韦德尔莫纳
加德斯科-皮耶韦德尔莫纳（義大利語：Gadesco-Pieve Delmona），是意大利克雷莫纳省的一个市镇。总面积17平方公里，人口1992人，人口密度117.2人/平方公里（2009年）。国家统计（ISTAT）代码为019046。